# 閒魚
閒魚是中華人民共和國最大的二手物品交易平台，允許用戶在此購買或出售二手貨，也允许用户发布租房等信息。
根据阿里巴巴2022财年第一季度财报，闲鱼截至2021年6月的移动月活跃用户（MAU）突破1亿。目前，闲鱼用户数超过3亿。一年有超过10亿商品被挂上闲鱼。

## 名稱由來
闲鱼取义于“闲余”，“闲”是闲置的时间，而“余”是闲置的物品和空间。

## 历史
閒魚前身是阿里巴巴集團于2012年10月上线的“淘宝二手”。
2014年6月28日，更名為閒魚。
2014年11月，閒魚APP推出“鱼塘”交易社區。
2016年5月18日閒魚與阿里巴巴集团旗下另一業務“拍卖”合并。
2019年1月，闲鱼推出闲鱼优品，提供自营品牌及授权商出售官方二手貨。
2020年3月，闲鱼“1亿资金帮扶华强北计划”启动。
2021年末，闲鱼取消闲鱼网页版。
2024年1月，闲鱼发布“2023奔富财报”，年轻人在闲鱼一年平均赚2723.5元。
2020年以来，闲鱼二次元相关交易增长迅速。